# La Micoque
La Micoque ist eine Fundstelle im Gebiet von Les Eyzies, einer Gemeinde im französischen Département Dordogne. In ihr wurden zahlreiche  prähistorische Überreste aus dem Mittelpaläolithikum entdeckt. Diese Funde machten La Micoque zur Typlokalität für die archäologischen Stufen Micoquien und Tayacien.

## Geographische Lage
Die Fundstelle La Micoque wurde nach einem verfallenen Gehöft gleichen Namens benannt. Sie befindet sich auf der linken Flussseite des Manaurie, 500 Meter vor dessen Mündung in die Vézère, etwas stromaufwärts von Laugerie-Haute. Die Fundstätte ist kein Abri, sondern liegt auf 75 bis 85 Meter Höhe über N.N. im Freien zu Füssen einer kleinen Kalkwand, 20 Meter höher als der 200 Meter entfernte Flusslauf.

## Geschichtliches

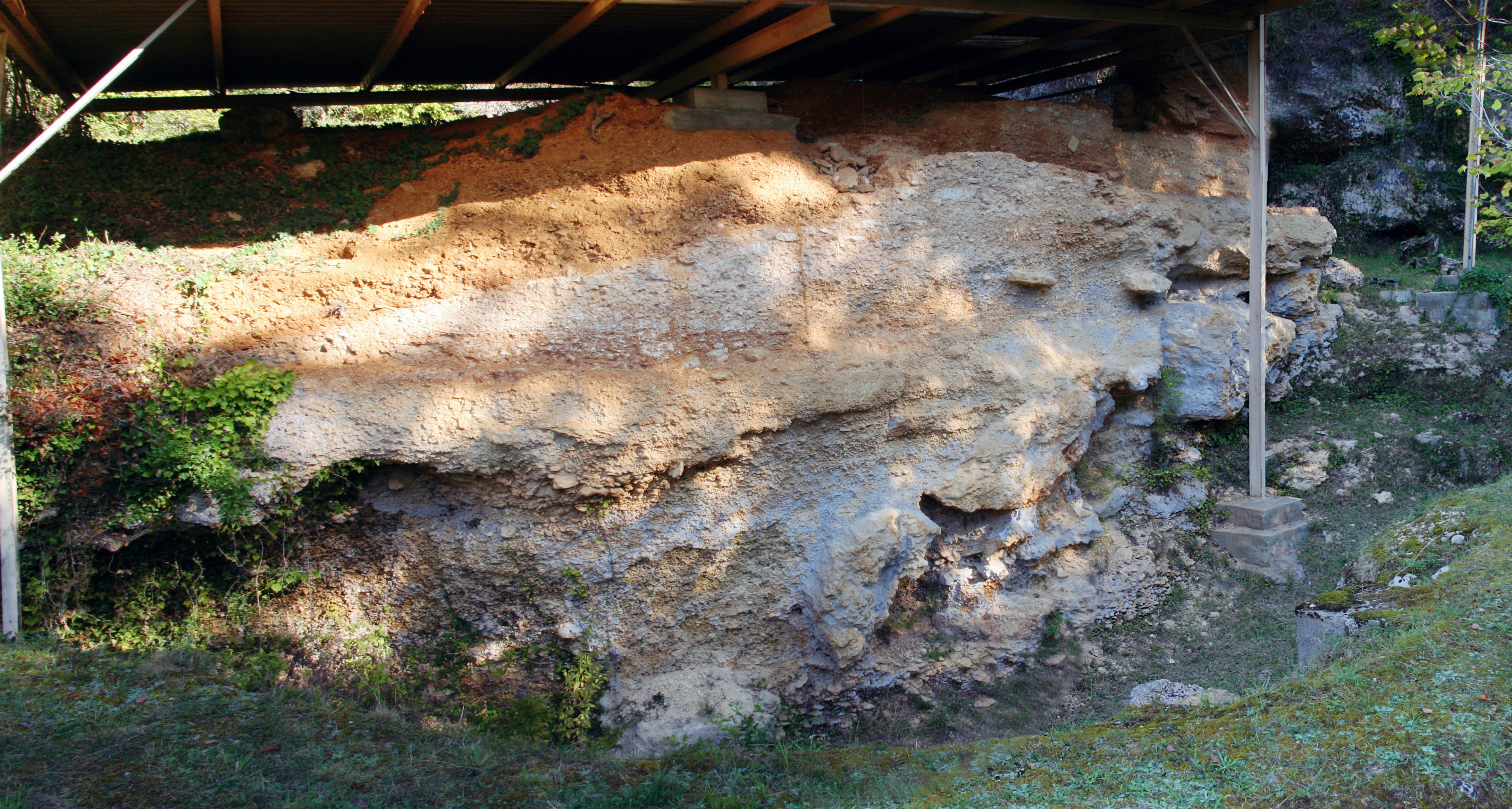
La Micoque im Jahr 2009

La Micoque wurde 1895 von E. Rivière entdeckt, nachdem er von einem Bauern benachrichtigt wurde, welcher beim Pflügen auf mehrere Feuersteinfaustkeile aufmerksam geworden war. Anschließend führten Émile Cartailhac und Otto Hauser zum Teil recht unsystematische Grabungen durch. Auf Hausers Untersuchungen in den Jahren 1906 bis 1914 geht auch der Begriff Micoquien zurück, um damit die ortsspezifische Steinwerkzeugsindustrie zu bezeichnen. Nach Erwerb der Fundstätte durch den französischen Staat unterzog der in Staatsauftrag handelnde Denis Peyrony zwischen 1929 und 1932 La Micoque einer gründlichen Untersuchung. In seiner detaillierten stratigraphischen Studie konnte er 15 Horizonte ausscheiden, darunter 6 Horizonte mit archäologischem Fundmaterial. 1956 unternahm François Bordes eine Kontrollgrabung, in der er sein Augenmerk auf die Steingeräte richtete. Anfang der 1970er Jahre unterzogen H. Laville und J. Ph. Rigaud die Fundstätte einer erneuten Revision, gefolgt von weiteren Arbeiten von J. Ph. Rigaud und A. Debénath im Zeitraum 1989 bis 1997. J.-P. Texier und P. Bertran veröffentlichten 1993 eine Revision zur Sedimentologie der Fundstätte.

### Grabungen
- Chauvet und Rivière 1896
- Capitan 1896
- Harlé 1897
- Peyrony 1898
- Coutil 1903–1905
- Cartailhac 1905
- Hauser 1906–1907
- Peyrony 1929–1932
- Bordes 1956
- Debénath und Rigaud 1983–1996

## Stratigraphische Abfolge
Gemäß der letztgenannten Studie von Texier und Bertran kann La Micoque in drei sich verzahnende sedimentäre Abfolgen untergliedert werden:
- eine 2,50 Meter mächtige untere Abfolge bestehend aus Geröllen und Schotter. Sie enthält keine archäologischen Überreste und entspricht den von Laville und Rigaud ausgeschiedenen Lagen I bis XII.
- eine 8 Meter mächtige mittlere Abfolge (Lagen 1 bis 5, entsprechen den Schichten A bis M Peyronys). Sie enthält eine 1 Meter mächtige tonige Basislage (Schicht A), gefolgt von 7 Metern Geröll und korngrössengeregeltem Kalkschotter wechsellagernd mit roten, sandig-tonigen Partien (Schichten E, H und L von Peyrony). Praktisch sämtliche archäologisch relevanten Niveaus befinden sich in dieser mittleren Abfolge, insbesondere die des Tayacien.
- eine 2 Meter mächtige, sandig-tonige obere Abfolge. An ihrer Basis dürften einst die Funde aus dem Micoquien gemacht worden sein, die neueren Nachuntersuchungen gingen jedoch alle leer aus (unmittelbar an der Typlokalität ist diese obere Abfolge inzwischen auch gar nicht mehr vorhanden).

## Sedimentologische Deutung

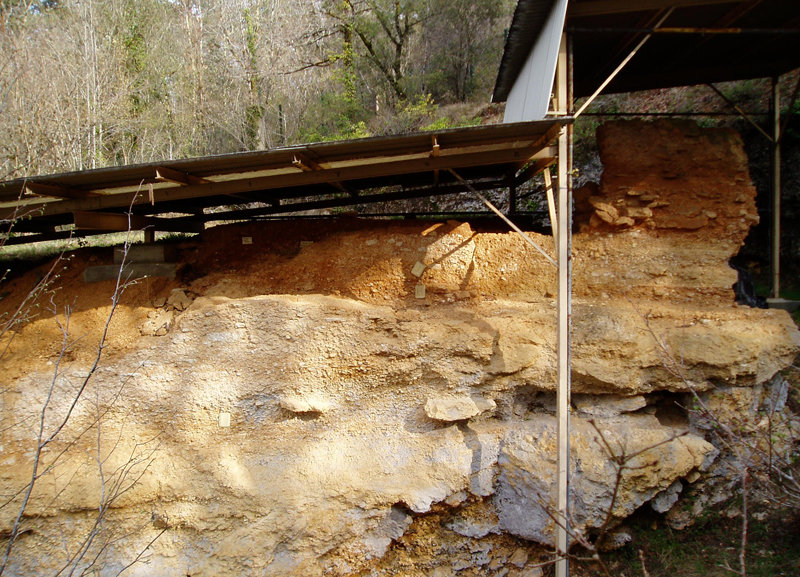
Typprofil von La Micoque – mittlere Abfolge. Schichten A bis F unteres Drittel bis zur markierten Blockschuttlage, darüber Schichten G bis K. Der Aufsatz rechts enthält die Schichten L und M.

Die untere und mittlere Abfolge wurden früher als kryoklastisches Phänomen angesehen (d. h. Ablagerungen, die durch eiszeitlich bedingtes Hangkriechen verursacht wurden). Diese Ansicht wird mittlerweile nicht mehr aufrechterhalten, vielmehr zeigen die Gerölle und Schotter alle Anzeichen eines Alluviums, sie wurden also von einem Flusslauf abgesetzt, sehr wahrscheinlich Teil eines verflochtenen Flusssystems. Gastropodenfunde an der Basis der mittleren Abfolge bezeugen gemäßigte Temperaturbedingungen für den Beginn der mittleren Abfolge. Die roten Zwischenlagen repräsentieren Hangrutschungen, die von den Erhebungen oberhalb der Fundstätte ausgingen. Es handelt sich hier nicht um ausgewaschene Paläoböden, wie früher noch angenommen wurde.

## Alter
Geomorphologische Überlegungen (Höhenlage der Terrasse an der Basis der mittleren Abfolge) sowie zahlreiche neuere Altersdatierungen (mittels ESR und der Uran-Thorium-Datierung) lassen für die untere und mittlere Abfolge ein Alter zwischen dem Sauerstoff-Isotopenstufe 12 (zwischen 470.000 und 440.000 Jahren) und Isotopenstufe 10 (zwischen 370.000 und 350.000 Jahren) für durchaus vertretbar halten. Die tonhaltigen, Gastropoden-reichen Lagen an der Basis der mittleren Abfolge dürften einem Interglazial entsprechen, logischerweise dem OIS (Isotopenstufe) 11. Die untere und mittlere Abfolge wurden folglich bereits während der Mindel-Kaltzeit abgelagert.
Die obere Abfolge dürfte im Verlauf des Holozäns sedimentiert worden sein.

## Steinwerkzeuge

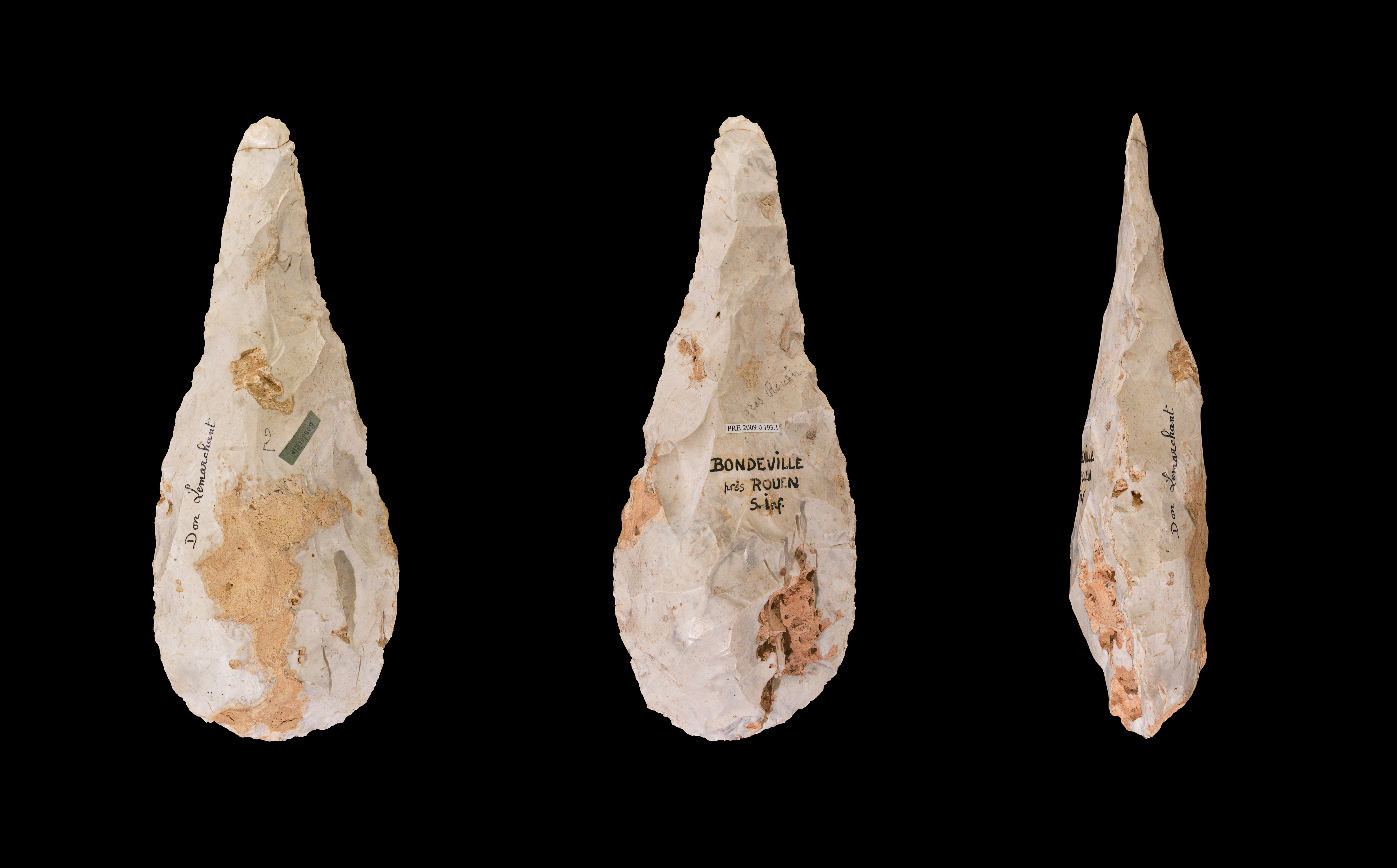
Ein Faustkeil aus dem Micoquien

Da die archäologischen Horizonte der mittleren Abfolge nach ihrer Ablagerung von bedeutenden Sortierungs- und Umlagerungsprozessen betroffen wurden, sollte bei ihrer Interpretation größte Sorgfalt angebracht sein. Sie enthalten in den Lagen 4 und 5 das von Henri Breuil definierte Tayacien. Dieses wird durch relativ grobe, schlecht gearbeitete Abschläge charakterisiert und die dazugehörigen Steinwerkzeuge erinnern an das Moustérien mit zahlreichen Schabern, Messern und recht seltenen, atypischen Faustkeilen. Aufgrund der Wesensmerkmale und des Alters betrachtet es François Bordes jedoch als eine Vorstufe des Moustérien („Prä-Moustérien“).
Das Micoquien an der Basis der oberen Abfolge (Lage 6/Schicht N nach Peyrony) wird als zum ausgehenden Acheuléen gehörig definiert. Die dazugehörigen länglichen Faustkeile sind sehr sauber gearbeitet mit leicht konkaven Rändern, dicker Basis und feiner Spitze. Eine Revision dieses Niveaus ist im Gange.
Die in La Micoque gefundenen Steinwerkzeuge gehören zu den ältesten im Périgord und sind daher für das Verständnis der geschichtlichen Entwicklung in dieser Region und darüber hinaus von fundamentaler Bedeutung.

## UNESCO-Welterbe
Seit 1979 gehört La Micoque im Verbund mit anderen bedeutenden Fundstätten des Vézère-Tals zum UNESCO-Welterbe.